# 生命の實相
生命の實相（生命の実相、せいめいのじっそう）は、昭和初期から中期の谷口雅春の代表的著書。宗教法人「生長の家」の聖典の一つ。頭注版・携帯版は全40巻。愛蔵版は全20巻。初版（復刻版）、点字版もある。初期には豪華版というものも刊行されていた。日本教文社刊。生長の家では「是を神が谷口雅春に書かせたもの」とする。
もともとは著者谷口雅春が修身雑誌として自費出版した「生長の家」を再度纏め直したものである。現在では聖典でもあるが宗教的哲学書という面も持つ。人間の「實相」（本当の姿）は神の子であり、無限の愛、無限の知恵、無限の自由、その他あらゆる善に満ちた永遠不滅の生命であると説く。また、この世界は心に思い描いたものが現れた現象界なのであるから、人間の実相は神の子であるという真理を悟れば、現象界においても幸福が現れると説く。第9巻はよく引用されている。
1900万部以上を売り上げたロングセラーである。昭和初期にはこの本を読むことで周囲の人と調和したり病気が治癒したりするなどの「奇跡」が起きたことが生長の家の拡大に寄与したとされる。
生長の家には本書の他に聖典として『甘露の法雨』、『新版真理』（全11巻）などがある。

## 発刊停止問題
公益財団法人生長の家社会事業団及び生長の家本流運動の出版部門である光明思想社が、生長の家系の出版社である日本教文社が出版していた『生命の實相』、『聖経 甘露の法雨』に対し、著作権侵害による発刊差し止めと損害賠償の訴訟を起こした。知的財産高等裁判所は2016年2月24日に、生長の家社会事業団側の主張を容れ、発刊の停止（書籍の廃棄）、20万円の支払いを命じた。

## 頭注版
生命の實相 頭注版〈全40巻〉：
| 第1巻  | 総説篇・実相篇（上）               |
| 第2巻  | 実相篇（下）                       |
| 第3巻  | 光明篇・生命篇（上）               |
| 第4巻  | 生命篇（下）                       |
| 第5巻  | 聖霊篇（上）                       |
| 第6巻  | 聖霊篇（下）・実証篇               |
| 第7巻  | 生活篇                             |
| 第8巻  | 観行篇                             |
| 第9巻  | 霊界篇（上）                       |
| 第10巻 | 霊界篇（下）                       |
| 第11巻 | 万教帰一篇（上）                   |
| 第12巻 | 万教帰一篇（下）                   |
| 第13巻 | 倫理篇（上）                       |
| 第14巻 | 倫理篇（下）・教育篇               |
| 第15巻 | 人生問答篇（上）                   |
| 第16巻 | 人生問答篇（下）                   |
| 第17巻 | 宗教生活篇                         |
| 第18巻 | 宗教問答篇                         |
| 第19巻 | 自伝篇（上）                       |
| 第20巻 | 自伝篇（下）・聖詩篇               |
| 第21巻 | 経典篇                             |
| 第22巻 | 聖語篇・精神分析篇                 |
| 第23巻 | 常楽篇・経典篇（二）・宗教問答続篇 |
| 第24巻 | 参考篇・質疑篇                     |
| 第25巻 | 教育実践篇（上）                   |
| 第26巻 | 教育実践篇（下）                   |
| 第27巻 | 久遠仏性篇（上）                   |
| 第28巻 | 久遠仏性篇（下）・真理体験篇       |
| 第29巻 | 女性教育篇                         |
| 第30巻 | 児童教育篇・聖典講義篇             |
| 第31巻 | 宗教戲曲篇（上）                   |
| 第32巻 | 宗教戲曲篇（下）                   |
| 第33巻 | 随喜篇                             |
| 第34巻 | 道場篇                             |
| 第35巻 | 下化衆生篇・功徳篇（上）           |
| 第36巻 | 幸福生活篇・功徳篇（下）           |
| 第37巻 | 幸福篇（上）                       |
| 第38巻 | 幸福篇（下）                       |
| 第39巻 | 仏教篇                             |
| 第40巻 | 家庭教育篇                         |

## 愛蔵版
生命の實相 愛蔵版〈全20巻〉：
| 第1巻  | 總説篇・實相篇                     |
| 第2巻  | 光明篇・生命篇                     |
| 第3巻  | 聖靈篇・實證篇                     |
| 第4巻  | 生活篇・觀行篇                     |
| 第5巻  | 靈界と死後の生活篇                 |
| 第6巻  | 萬教歸一篇                         |
| 第7巻  | 教育篇・倫理篇                     |
| 第8巻  | 人生問答篇                         |
| 第9巻  | 宗教問答篇                         |
| 第10巻 | 神示を受くる迄                     |
| 第11巻 | 經典篇・參考篇・宗教問答續篇       |
| 第12巻 | 常樂篇・經典篇・參考篇・質疑篇     |
| 第13巻 | 教育實踐篇                         |
| 第14巻 | 久遠佛性篇・眞理體驗篇             |
| 第15巻 | 女性教育篇・兒童教育篇・聖典講義篇 |
| 第16巻 | 宗教戲曲篇                         |
| 第17巻 | 隨喜篇・道場篇                     |
| 第18巻 | 下化衆生篇・幸福生活篇・功徳篇     |
| 第19巻 | 幸福篇                             |
| 第20巻 | 佛教篇・家庭教育篇                 |